# Campyloneurus elegans
Campyloneurus elegans är en stekelart som beskrevs av Szepligeti 1914. Campyloneurus elegans ingår i släktet Campyloneurus och familjen bracksteklar. Inga underarter finns listade.